# Pim Sedee
Pim Sedee (Den Haag, 18 maart 1980) is een Nederlandse journalist en presentator bij Telegraaf TV.
Sedee begon zijn loopbaan in 2003 als sportverslaggever bij het Algemeen Dagblad. In 2008 volgde een overstap naar de televisie en kwam hij in dienst van RTL Nieuws. Daar was hij politiek verslaggever en algemeen verslaggever. Vanaf 2017 is hij te zien op de website van De Telegraaf (Telegraaf Media Groep). Ook presenteert Sedee een podcast over voetbal: Kick-off.
Sedee werkte vanaf 2018 als vaste nieuwsgast bij 5 Uur Live. Daarnaast werkte hij bij 5 Uur Live als medepresentator naast Daphne Bunskoek en als haar vervanger.
In 2018 was Sedee te gast in het Radio 2-programma 't Wordt Nu Laat.
Op de radio werd Sedee bij Evers Staat Op gebeld voor zijn visie op het nieuws. Verder is hij te horen in de Coen en Sander Show met bijdragen vanuit het land.
Sinds mei 2021 is Sedee een van de presentatoren van het dagelijkse liveprogramma 112 Vandaag bij RTL 5.
Vanaf 30 mei 2022 presenteert Sedee het misdaadprogramma Opsporing NL op RTL 5.

## Trivia
- Op 30 april 2019 kreeg Sedee in Londen een klap van een Ajax-hooligan. Dat gebeurde tijdens een rechtstreeks verslag voor de halve finalewedstrijd van de Champions League Tottenham Hotspur tegen Ajax.[7][8]
- Sedee zet zich in als ambassadeur voor stichting ALS en de SingelSwim Utrecht tegen de spierziekte FSHD.[9][10]
- Pim Sedee had begin december 2020 een spraakmakend interview met Thierry Baudet over de chaos bij Forum voor Democratie [11][12][13][14]
- In 2020 was hij te zien als verslaggever in de film Bon Bini: Judeska in da House.[15]
- Tijdens de podcast Afhameren vertelde Pim dat hij een Poolse grootvader had, die als militair aan het eind van de Tweede Wereldoorlog tijdens de bevrijding van Nederland zijn grootmoeder leerde kennen.[16]